# Yann
Yann ist ein männlicher Vorname.

## Herkunft und Bedeutung
→ Hauptartikel: Johannes
Der Name Yann entstand in der Bretagne und ist die bretonische Variante des Namens Johannes bzw. des französischen Jean. Diese Namen leiten sich vom hebräischen יְהוֹחָנָן jəhōḥānān ab, was übersetzt „Der Herr ist gnädig“ bedeutet.

## Varianten
- Bretonisch (Diminutiv): Yannick, Yanick, Yannic, Yannig
- Französisch (Diminutiv): Yanis, Yannick, Yanick
- Weiblich: Yanna
  - Diminutiv: Yannick, Yannig, Yanick, Yannic

Für weitere Varianten: siehe Johannes #Varianten

## Namenstag
- 24. Juni (Johannes der Täufer, Johannistag)
- 27. Dezember (Apostel Johannes)

## Namensträger
- Yann (* 1954), französischer Comicautor
- Yann Arthus-Bertrand (* 1946), französischer Fotograf
- Yann Aurel Bisseck (* 2000), deutsch-kamerunischer Fußballspieler
- Yann Clairay (* 1983), französischer Automobilrennfahrer
- Yann Demange (* 1977), britischer Filmregisseur
- Yann Goulet (1914–1999), bretonischer Nationalist und Bildhauer
- Yann Gozlan (* 1977), französischer Drehbuchautor und Filmregisseur
- Yann Huguet (* 1984), französischer Radrennfahrer
- Yann-Fañch Kemener (1957–2019), französischer Sänger und Musikethnologe
- Yann LeCun (* 1960), französischer Informatiker
- Yann Martel (* 1963), kanadischer Schriftsteller
- Yann M’Vila (* 1990), französischer Fußballspieler
- Yann Peifer (Yanou; * 1974), deutscher DJ und Musikproduzent
- Yann Pivois (* 1976), französischer Radrennfahrer
- Yann Queffélec (* 1949), französischer Autor
- Yann Richter (1928–2008), Schweizer Politiker
- Yann Rolim (* 1995), brasilianischer Fußballspieler
- Yann Sommer (* 1988), Schweizer Fußballspieler
- Yann Sturm (* 2005), deutscher Fußballspieler
- Yann Tiersen (* 1970), französischer Komponist und Musiker, Multi-Instrumentalist
- Yann Wehrling (* 1971), französischer Illustrator und Politiker (Les Verts bzw. MoDem)

## Sonstiges
- Tri Yann, französische Folk-Musikgruppe aus der Bretagne